# الفلسفة الزائفة
الفلسفة الزائفة (أو فلسفة القد) هي فكرة أو نظام فلسفي لا يلبي مجموعة المعايير المتوقعة.

## تعريف
وفقًا لكريستوفر هيومان عالم من القرن الثامن عشر للفلسفة الزائفة ست خصائص:
1- تفضيل المضاربة غير المجدية
2- إنه يناشد السلطة البشرية فقط
3- إنها تناشد التقاليد بدلاً من العقل
4- إنه يدمج الفلسفة مع الخرافات
5- يفضل اللغة
6- والرمزية الغامضة والغامضة. إنه غير أخلاقي.
وفقًا لمايكل أوكشوت فإن الفلسفة الزائفة «هي تنظير ينطلق جزئيًا داخل وجزئيا خارج نمط معين من البحث.» اشار جوزيف بايبر إلى أنه لا يمكن أن يكون هناك نظام مغلق للفلسفة، وأن أي فلسفة تدعي أنها اكتشفت «صيغة كونية» هي فلسفة زائفة. يتبع في هذا كانط الذي رفض افتراض «أعلى مبدأ» يمكن من خلاله تطوير المثالية المتعالية واصفًا هذه الفلسفة الزائفة والتصوف. وصف نيكولاس ريشر في (The Oxford Companion to Philosophy)، الفلسفة الزائفة بأنها «مداولات تتنكر على أنها فلسفية ولكنها غير كفؤة وغير كفؤة وقاصرة في الجدية الفكرية وتعكس التزامًا غير كاف بالسعي وراء الحقيقة.» ويضيف ريشر أن المصطلح مناسب بشكل خاص عند تطبيقه على «أولئك الذين يستخدمون موارد العقل لإثبات الادعاء بأن العقلانية غير قابلة للتحقيق في مسائل التحقيق.»

## التاريخ
مصطلح «الفلسفة الزائفة» صاغه جين أوستن إرنست نيومان ناقد موسيقي وعالم موسيقي إنجليزي كان يهدف إلى الموضوعية الفكرية في أسلوبه النقدي على عكس النهج الأكثر ذاتية للنقاد الآخرين وقد نشر في عام 1897 الفلسفة الزائفة في نهاية القرن التاسع عشر وهو نقد للكتابة غير الدقيقة والذاتية

## الاستخدامات
يتم استخدام المصطلح دائمًا بشكل ازدرائي وغالبًا ما يكون مثيرًا للجدل بسبب اختلاف معايير تحديد الفلسفة الزائفة

### الرومانسية
وفقًا لعالم الفيزياء وفيلسوف العلوم ماريو بانجي الفلسفة الزائفة هي عرض هراء كفلسفة عميقة ربما كانت موجودة منذ لاو تزو لكنها لم تؤخذ على محمل الجد حتى حوالي عام 1800 عندما تحدى الرومانسيون عصر التنوير بالتخلي عن العقلانية وولّدوا الكثير من الفلسفة الزائفة وبالنسبة لكانط، المعرفة الفكرية هي معرفة استطرادية وليست معرفة حدسية وفقًا لكانط يقتصر الحدس على عالم الحواس في حين أن المعرفة "تتحقق أساسًا في أعمال البحث والربط والمقارنة والتمييز والاستنتاج والإثبات" انتقد كانط الفلسفة الرومانسية التي تقوم على الشعور والحدس وليس على العمل الفلسفي. كتب كانط في الفلسفة: "تسود قانون العقل في الحصول على الممتلكات من خلال العمل" ولأنها ليست عملاً فإن الفلسفة الرومانسية ليست فلسفة حقيقية - وهو اعتراض وجهه كانط أيضًا ضد أفلاطون "أب كل التخيلات الحماسية في الفلسفة" بينما يُلاحظ بالموافقة والموافقة، أن " على النقيض من ذلك فإن فلسفة أرسطو هي عمل.
أطلق كانط على الفلسفة الرومانسية اسم الفلسفة الزائفة حيث يحق للفرد ألا يعمل، ولكن فقط أن ينتبه ويستمتع بالوصية في نفسه من أجل التملك الكامل لتلك الحكمة التي تهدف الفلسفة نحوها.

### التصوف
التصوف له تاريخ طويل. في عصر التنوير سقط التصوف في سمعة سيئة. دعا كانط التصوف بالفلسفة الكاذبة في القرن التاسع عشر، مع ظهور الرومانسية تجدد الاهتمام بالتصوف. كتب العقلانيون واللوثريون تاريخ التصوف لرفض ادعاءاته ولكن كان هناك اهتمام واسع النطاق بالروحانية والظواهر ذات الصلة تم إحياء الاهتمام بأعمال إيكهارت في أوائل القرن التاسع عشر وخاصة من قبل الرومانسيين الألمان والفلاسفة المثاليين. منذ الستينيات كان الجدل يدور في ألمانيا حول ما إذا كان ينبغي تسمية إيكهارت بـ «الصوفي» كان الفيلسوف كارل ألبرت قد جادل بالفعل بأن إيكهارت يجب أن يوضع في تقليد التصوف الفلسفي لبارمينيدس وأفلاطون وأفلوطين وبورفيري وبروكلس وغيرهم من المفكرين الأفلاطونيين الجدد. جادل هيريبيرت فيشر في ستينيات القرن الماضي بأن إيكهارت كان لاهوتيًا من العصور الوسطى

### المثالية الألمانية
كتب آرثر شوبنهاور ما يلي عن جورج فيلهلم فريدريش هيجل: إذا كان لي أن أقول إن ما يسمى بفلسفة هذا الزميل هيجل هي قطعة هائلة من الغموض والتي ستزود الأجيال القادمة بموضوع لا ينضب للضحك في عصرنا وهي فلسفة زائفة تشل كل القوى العقلية وتخنق كل تفكير حقيقي وبواسطة إساءة استخدام اللغة الأكثر فظاعة ووضع في مكانها الأجوف والأكثر حماقة وعدم التفكير وكما يتأكد من نجاحها، أكثر الكلام المروع يجب أن أكون محقًا تمامًا. يعد مائة وخمسين عامًا من وفاة شوبنهاور أوصى الفيزيائي وفيلسوف العلوم ماريو بونج «بتجنب التفاصيل الدقيقة للديالكتيك الهيغلي» وكتب عن «إرث هيجل الكارثي»: «صحيح أن ماركس وإنجلز انتقدا هيجل. المثالية لكنهم لم ينبذوا عبادة الهراء ورفضه لكل العلوم الحديثة من نيوتن فصاعدًا» وأشار بونجي:- صحيح أن هيجل عالج عددًا من المشكلات المهمة لذا لا يمكن الاستهانة بعمله. ومع ذلك فإن عمله عندما يكون مفهومًا على الإطلاق عادة ما يكون خاطئًا في ضوء العلم الأكثر تقدمًا في عصره. والأسوأ من ذلك، أنه كرس الالتباس بأن العمق يجب أن يكون غامضًا

### الفلسفة القارية
يلاحظ سوتشيو أن الفلاسفة ذوي الميول التحليلية يميلون إلى رفض فلسفة هايدجر باعتبارها فلسفة زائفة. وفقًا لكريستنسن أطلق هايدجر نفسه على فلسفة هوسرل شينفيلوسوفيا.

### العلمانية
هذه الفلسفة الزائفة التي يحل فيها العلم محل الميتافيزيقيا والدين تفسد حياة الإنسان أكثر فأكثر وتجعله أكثر فأكثر أعمى عن الكون الحقيقي بكل وفرته وعمقه وغموضه اليوم نشهد ثورة ضد التشوه المعرب عنه في هذه الفلسفة الزائفة

### الموضوعية
استخدم الصحفي جوناثان تشيت هذا المصطلح لانتقاد عمل آين راند في مقالة "فلسفة آين راند الزائفة" وهي مقالة في The New Republic كتب فيها "لقد كانت هاوية حقيقية أصرت على اعتبار نفسها أعظم إنسان. التي عاشت لأنها لم تكن على دراية كاملة بالقانون الفلسفي بالكامل أو البحث عن حقائق جديدة بينما ادعى الكاتب العلمي والمتشكك مايكل شيرمر أنه يتضح أن الموضوعية كانت (ولا تزال) عبادة مثلها مثل العديد من الجماعات غير الدينية الأخرى وقالت موسوعة ستانفورد للفلسفة عن راند: على الرغم من شعبيتها لم يأخذ عملها على محمل الجد سوى عدد قليل من الفلاسفة المحترفين

### استخدامات أخرى
تم استخدام المصطلح ضد العديد من الأهداف المختلفة، بما في ذلك: لانتقاد الدوغماتية بشكل عام «التي تتلاشى عندما تدمج الفلسفة المنهج العلمي» ولانتقاد أي فلسفة بشكل عام لا تستوفي معايير الفلسفة التحليلية أو الوضعية.
لانتقاد مدارس وتقاليد وأنظمة فلسفية معينة: الأفلاطونية باعتبارها «ميتافيزيقيا عقائدية» والمدرسية وفلسفة القرون الوسطى والرومانسية والفلسفة التي تقوم على الشعور والحدس وليس على الفكر الخطابي و «التخلي عن العقلانية»
لانتقاد بعض أشكال المثالية: المثالية الألمانية خاصة هيجل والفلسفة القارية والفلسفة الوضعية
لتسمية وجهات نظر سياسية محددة بالكامل بأنها غير منطقية: الماركسية والنازية وموضوعية آين راند
لنقد العديد من العلوم (الزائفة): الداروينية الاجتماعية وفي التحليل النفسي
لانتقاد بعض الآراء التوحيدية للعالم: الكاثوليكية والتصوف والروحانية الحديثة والباطنية